# Бабчиньский, Тытус
Тытус Бабчиньский (пол. Tytus Babczyński; 4 ноября 1830 года, Варшава ― 19 июня 1910 года) ― польский математик и физик, профессор Императорского Варшавского университета.

## Биография
Родился 4 ноября 1830 года в Варшаве во время Ноябрьского восстания. Окончил Школу изящных искусств в Варшаве по специальности архитектора. В 1850 году был удостоен именной императорской стипендию для изучения физики и математики в Императорском Санкт-Петербургском университете. В 1857 году Бабчиньский получил учёную степень магистра физики. В 1872 году стал доктором Петербургского университета.
Между 1857 и 1862 года Бабчиньский был профессором высшей математики и механики в Школе изящных искусств в Варшаве. Затем также был профессором в Варшавской главной школе в 1862―1868 гг. и позднее ― в Императорском Варшавском университете в 1862―1887 гг. Среди его наиболее ключевых трудов ― монография «О явлениях индукции» (O zjawiskach indukcji), за написание которой он был награждён золотой медалью в Санкт-Петербургском университете, а также сборник под названием «Лекции по высшей алгебре и дифференциальному и интегральному исчислению» (Wykłady algebry wyższej i Rachunku różniczkowego i całkowego) и работы «Введение в высшую динамику» (Wstęp do dynamiki wyższej) и «Способ умножения функции симметричных и алгебраических рациональных чисел» (Sposób mnożenia funkcji symetrycznych i algebraicznych wymiernych).
Скончался 19 июня 1910 года в своём имении Улясек (ныне ― Мазовецкое воеводство). Был похоронен на кладбище Старые Повонзки в Варшаве.